# Gocce di musica
Gocce di musica è il primo album discografico del cantante italiano Gianni Vezzosi, pubblicato nel 1990 dalla Seamusica.

## Tracce
1. Il tuo cammino
2. Il nostro segreto
3. Bugiarda tu
4. Senza 'e te
5. Fantasia
6. Innamorarsi
7. Attimi
8. Anema mia
9. Camminerò
10. Desiderio 'e te